# Бургк
Бургк (њем. Burgk) општина је у њемачкој савезној држави Тирингија. Једно је од 76 општинских средишта округа Зале-Орла. Према процјени из 2010. у општини је живјело 99 становника. Посједује регионалну шифру (AGS) 16075009.

## Географски и демографски подаци
Бургк се налази у савезној држави Тирингија у округу Зале-Орла. Општина се налази на надморској висини од 420 метара. Површина општине износи 13,6 km². У самом мјесту је, према процјени из 2010. године, живјело 99 становника. Просјечна густина становништва износи 7 становника/km².